# 松本美穂
松本 美穂（まつもと みほ、1989年11月2日 - ）は、大阪府出身のタレント、グラビアアイドル。身長：155cm。
よしもとクリエイティブ・エージェンシー所属。

## 人物
- 2008年 - ルミネtheよしもと7周年キャンペーン企画で誕生したよしもとグラビアエージェンシー2期生。キャッチフレーズは「跳ねるDカップ、浪速のお転婆娘」。
- 特技はブリッジで歩くこと。エクソシストのように歩くことができる。
- 持ちギャグは、うっひょ〜。

## CD
- 2008年10月29日『BIN-KAN。VANILLA!』
- 2009年4月22日『VIRGIN BEAT』

## 写真集
- 2008年10月29日『YGA222』